# Marino Lejarreta

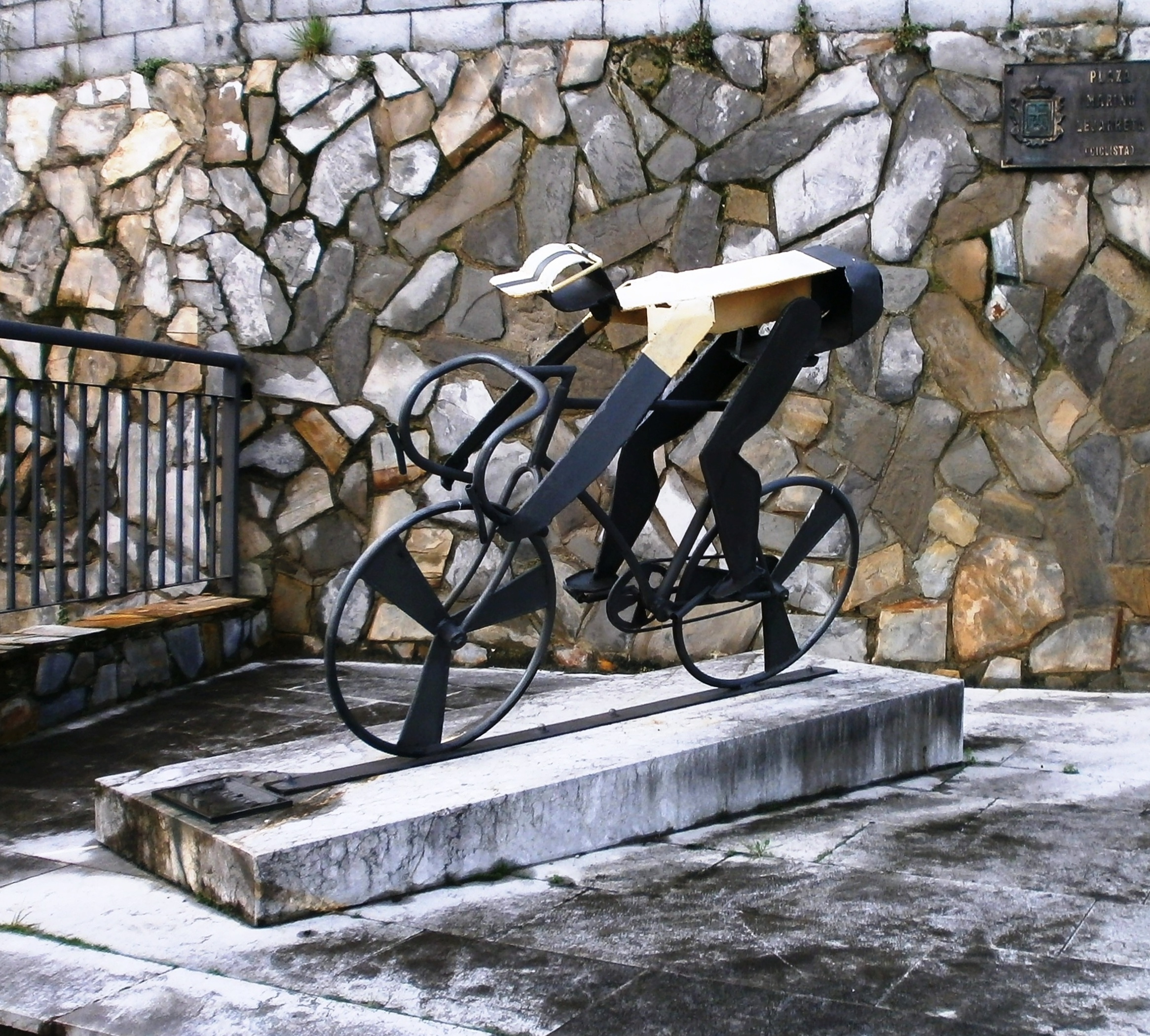
Homenaje a Marino Lejarreta in Oviedo

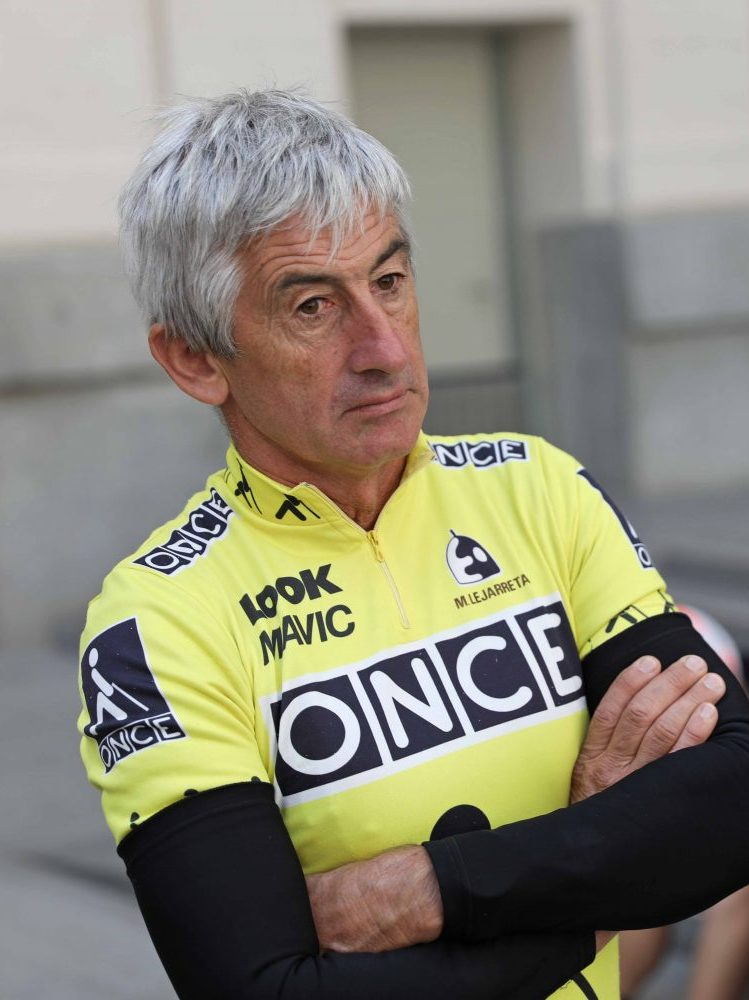
Lejarreta (2017)

Marino Lejarreta Arrizabalaga (* 14. Mai 1957 in Bérriz, Spanien) ist ein ehemaliger spanischer Radrennfahrer. Er begann seine Profi-Karriere 1979 und beendete sie 1992 mit 64 Profi-Siegen.

## Sportliche Laufbahn
Marino Lejarreta wuchs in seinem Geburtsort Bérriz im Baskenland unterhalb des Monte Oiz auf. Mit 16 Jahren begann er, wie seine älteren Brüder Ismael und Néstor schon zuvor, Radrennen zu fahren; sein erstes eigenes Rad war aus gebrauchten Teilen zusammengebaut. Seine Bergqualitäten trainierte er bei gemeinsamen Fahrten in das nahegelegene Aitxuri-Massiv. Als Amateur startete er für die spanische Nationalmannschaft, so 1978 in der Trophée Peugeot de l’Avenir. 1979 leistete er seinen Militärdienst ab.
1980 hatte Lejarreta erste überregionale Erfolge, als er die Katalonien-Rundfahrt, eine Etappe der Asturien-Rundfahrt und die Escalada a Montjuïc gewann. Sein Fahrstil – eher schwankend, aber mit unbewegtem Gesicht – sowie seine schlaksige Gestalt brachten ihm alsbald den Beinamen El Junco de Bérriz (das Schilfrohr aus Bérriz) ein. 1982 startete er bei der Vuelta a España. Der vermeintliche Sieger, sein Landsmann Ángel Arroyo, wurde jedoch positiv auf Methylphenidat (Ritalin) getestet und mit einer Zehn-Minuten-Strafe belegt. Dadurch wurde Lejarreta der Sieger, und Arroyo rutschte auf Platz 13. Bei den folgenden Straßenweltmeisterschaften belegte er im Straßenrennen Platz fünf. 1983 zog er nach Italien, weil er von der italienischen Fahrradkultur profitieren wollte, aber auch aufgrund der fragilen politischen Situation im Baskenland.
Als einziger Fahrer gewann Lejarrete das Eintagesrennen Clásica San Sebastián dreimal. Außerdem ist er der weltweit einzige Rad-Profi, der viermal in seiner Karriere die drei Grand Tours (Tour de France, Giro d’Italia und Vuelta a España) während eines Jahres in Angriff nahm und auch beendete (Stand 2019). Dies gelang ihm in den Jahren 1987, 1989, 1990 und 1991. Insgesamt 13 Mal platzierte er sich dabei unter den besten Zehn.
Im April 1992 stürzte Lejarreta bei der Klasika Primavera de Amorebieta, unweit von Bérriz, und verletzte sich schwer. Nachdem ihm die Ärzte mitgeteilt hatten, dass seine Gesundung mindestens ein Jahr dauern würde, beendete er seine Radsportlaufbahn. Er war an der Gründung der Fundación Euskadi beteiligt und ab dem Jahr 2000 in verschiedenen Funktionen in Teamleitungen tätig, wie etwa bei ONCE und Liberty Seguros.

## Diverses
Ein 1983 geborener Neffe Lejarretas – der Sohn seines Bruders Ismael –, der Mountainbikefahrer Iñaki Lejarreta, starb 2012, nachdem er bei einer Trainingsfahrt von einem Auto angefahren worden war.
2003 wurde in Oviedo, der Hauptstadt Asturiens, für ihn ein Denkmal Homenaje a Marino Lejarreta
des Bildhauers Rafael Rodríguez Urrusti enthüllt.

## Erfolge
1980
- Gesamtwertung Katalonien-Rundfahrt
- 4. Etappe Asturien-Rundfahrt
- Escalada a Montjuïc

1981
- Prueba Villafranca de Ordizia
- Clásica San Sebastián
- Subida al Naranco
- Circuito de Getxo

1982
- Gesamtwertung und 17. Etappe Vuelta a España
- Clásica San Sebastián
- Gesamtwertung Vuelta a La Rioja
- Gesamtwertung Kantabrien-Rundfahrt
- Gesamtwertung Vuelta a Castilla
- Escalada a Montjuïc

1983
- Escalada a Montjuïc
- 3., 8. und 13. Etappe und Punktewertung Vuelta a España
- Giro dell’Appennino

1984
- 19. Etappe Giro d’Italia

1986
- Gesamtwertung Burgos-Rundfahrt
- Subida al Naranco
- 8. Etappe Vuelta a España

1987
- Subida Urkiola
- Gesamtwertung, Prolog und 4. Etappe Burgos-Rundfahrt
- Clásica San Sebastián

1988
- Prueba Villafranca de Ordizia
- Subida Urkiola
- Escalada a Montjuïc
- Gesamtwertung, Prolog und Punktewertung Burgos-Rundfahrt

1989
- Prueba Villafranca de Ordizia
- Gesamtwertung Katalonien-Rundfahrt
- Klasika Primavera de Amorebieta
- 2. Etappe Vuelta a La Rioja

1990
- Escalada a Montjuïc
- 14. Etappe Tour de France
- Punktewertung Katalonien-Rundfahrt
- Gesamtwertung Burgos-Rundfahrt

1991
- 5. Etappe Giro d’Italia

## Grand Tours-Platzierungen
| Grand Tour            | 1980 | 1981 | 1982 | 1983 | 1984 | 1985 | 1986 | 1987 | 1988 | 1989 | 1990 | 1991 |
| --------------------- | ---- | ---- | ---- | ---- | ---- | ---- | ---- | ---- | ---- | ---- | ---- | ---- |
| Vuelta a EspañaVuelta | 5    | –    | 1    | 2    | DNF  | –    | 5    | 34   | DNF  | 20   | 55   | 3    |
| Giro d’ItaliaGiro     | –    | –    | –    | 6    | 4    | 5    | –    | 4    | –    | 10   | 7    | 5    |
| Tour de FranceTour    | –    | 35   | 37   | –    | –    | –    | 18   | 10   | 16   | 5    | 5    | 53   |